# Championnat d'Union soviétique de football 1977
Navigation
Saison 1976 Saison 1978
La saison 1977 de Vyschaïa Liga est la 40e édition du Championnat d'URSS de football.
Lors de cette saison, le Torpedo Moscou va tenter de conserver son titre de champion d'URSS face aux 15 meilleurs clubs soviétiques lors d'une série de matchs aller-retour se déroulant sur toute l'année. 
Trois places sont qualificatives pour les compétitions européennes, la quatrième place étant celle du vainqueur de la Coupe d'URSS 1978.

## Qualifications en Coupe d'Europe
À l'issue de la saison, le champion participera à la Coupe des clubs champions 1978-1979.
Le vainqueur de la Coupe d'URSS 1978 participera à la Coupe des coupes 1978-1979, si ce club est le champion, alors le finaliste de la coupe le remplacera.
Les deux places pour la Coupe UEFA 1978-1979 sont attribuées aux deuxième et troisième du championnat si ceux-ci ne sont pas les vainqueurs de la coupe, si c'est effectivement le cas la place reviendra au quatrième.

## Clubs participants

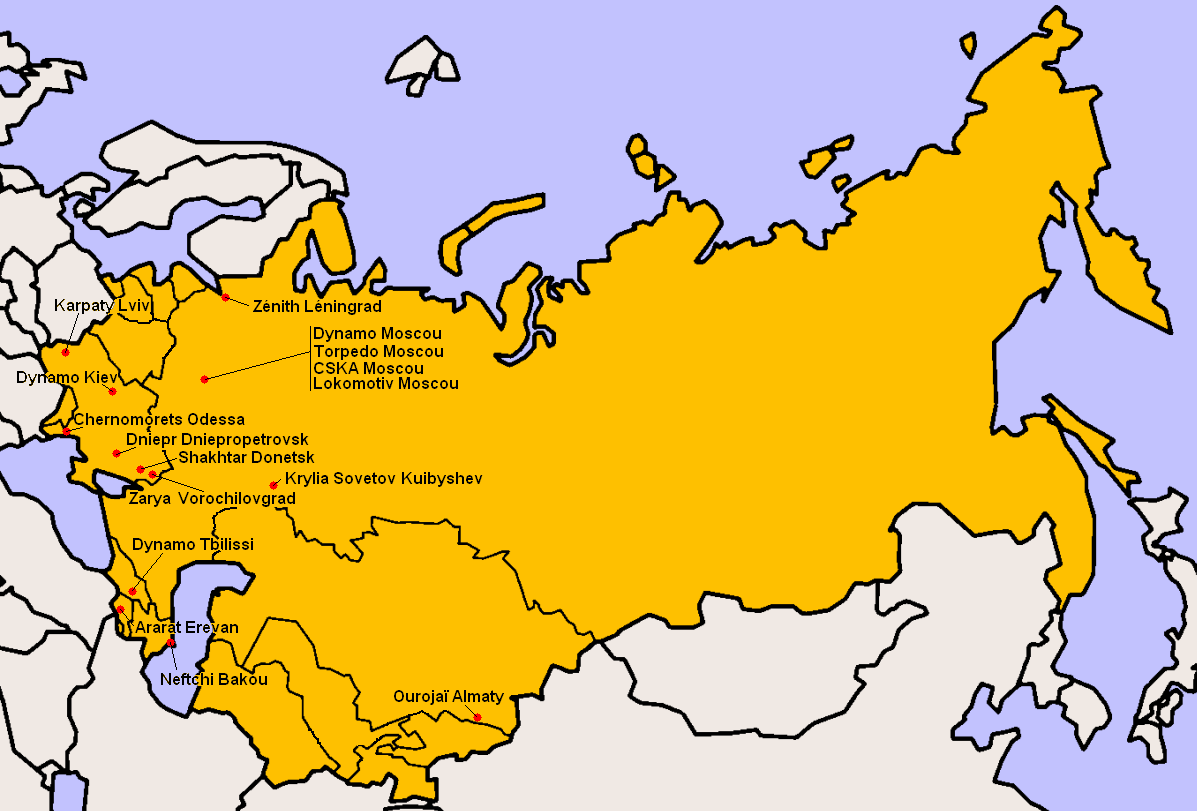
Localisation des clubs engagés dans le championnat.

- Premier tour de la Coupe des clubs champions 1977-1978
- Premier tour de la Coupe des coupes 1977-1978
- Premier tour de la Coupe UEFA 1977-1978
- Promu de deuxième division

| Club                      | Présent depuis | Classement 1976 (automne) | Entraîneur               | Stade                 | Capacité |
| ------------------------- | -------------- | ------------------------- | ------------------------ | --------------------- | -------- |
| Torpedo Moscou            | 1938           | 1er                       | Valentin Ivanov          | Stade Torpedo         | 16 000   |
| Dynamo Kiev               | 1936           | 2e                        | Valeri Lobanovski        | Stade central         | 83 450   |
| Dinamo Tbilissi           | 1936           | 3e                        | Nodar Akhalkatsi         | Stade Lénine-Dinamo   | 55 000   |
| Karpaty Lvov              | 1971           | 4e                        | Ernő Juszt (en)          | Stade Droujba         | 28 100   |
| Zénith Léningrad          | 1938           | 5e                        | Iouri Morozov            | Stade Kirov           | 72 000   |
| Dinamo Moscou             | 1936           | 6e                        | Aleksandr Sevidov        | Stade Dinamo          | 36 540   |
| CSKA Moscou               | 1954           | 7e                        | Vsevolod Bobrov          | Stade central Lénine  | 84 745   |
| Lokomotiv Moscou          | 1975           | 8e                        | Igor Voltchok            | Stade Lokomotiv       | 28 800   |
| Tchernomorets Odessa      | 1974           | 9e                        | Anatoli Zoubritski (ru)  | Stade central         | 30 800   |
| Chakhtior Donetsk         | 1973           | 10e                       | Vladimir Salkov (en)     | Stade Chakhtior       | 31 800   |
| Krylia Sovetov Kouïbychev | 1976           | 11e                       | Aleksandr Goulevski (ru) | Stade Metallourg      | 33 220   |
| Zaria Vorochilovgrad      | 1967           | 12e                       | József Szabó             | Stade Avangard        | 31 243   |
| Dniepr Dniepropetrovsk    | 1972           | 13e                       | Vadim Ivanov (en)        | Stade Meteor          | 26 400   |
| Ararat Erevan             | 1966           | 14e                       | Eduard Markarov          | Stade Hrazdan         | 69 000   |
| Kaïrat Almaty             | 1977           | 1er (D2)                  | Stanislav Kaminski (ru)  | Stade central         | 26 300   |
| Neftchi Bakou             | 1977           | 2e (D2)                   | Guennadi Bondarenko (en) | Stade Vladimir Lénine | 30 000   |

### Changements d'entraîneurs
| Club                      | Entraîneur partant | Date de départ  | Entraîneur arrivant      | Date d'arrivée  |
| ------------------------- | ------------------ | --------------- | ------------------------ | --------------- |
| CSKA Moscou               | Aleksei Mamykin    | mai 1977        | Vsevolod Bobrov          | mai 1977        |
| Dniepr Dniepropetrovsk    | Viktor Kanevski    | septembre 1977  | Vadim Ivanov (en)        | septembre 1977  |
| Krylia Sovetov Kouïbychev | Viktor Kirch (ru)  | septembre 1977  | Aleksandr Goulevski (ru) | septembre 1977  |
| Zénith Léningrad          | German Zonine      | 11 octobre 1977 | Iouri Morozov            | 12 octobre 1977 |